# Liste der Kulturdenkmale in Steinbergkirche
In der Liste der Kulturdenkmale in Steinbergkirche sind alle Kulturdenkmale der schleswig-holsteinischen Gemeinde Steinbergkirche (Kreis Schleswig-Flensburg) und ihrer Ortsteile aufgelistet (Stand: 14. April 2025).
Die Bodendenkmale sind in der Liste der Bodendenkmale in Steinbergkirche aufgeführt.

## Legende
In den Spalten befinden sich folgende Informationen:
- Objekt-ID: die Nummer des Kulturdenkmales
- Lage: die Adresse des Kulturdenkmales und die geographischen Koordinaten. Kartenansicht, um Koordinaten zu setzen. In der Kartenansicht sind Kulturdenkmale ohne Koordinaten mit einem roten Marker dargestellt und können in der Karte gesetzt werden. Kulturdenkmale ohne Bild sind mit einem blauen Marker gekennzeichnet, Kulturdenkmale mit Bild mit einem grünen Marker.
- Offizielle Bezeichnung: Bezeichnung des Kulturdenkmales
- Beschreibung: die Beschreibung des Kulturdenkmales
- Bild: ein Bild des Kulturdenkmales

## Sachgesamtheiten
| Objekt-ID      | Lage                                                    | Offizielle Bezeichnung            | Beschreibung | Bild                             |
| -------------- | ------------------------------------------------------- | --------------------------------- | --- | -------------------------------- |
| 40986          | Gintofter Straße (54° 45′ 17″ N, 9° 45′ 34″ O)          | Kirche St. Martin                 | Die romanische Feldsteinkirche entstand Ende des 12. Jahrhunderts. Etwa hundert Jahre später wurde die Kirche erweitert. Mitte des 18. Jahrhunderts wurde die Kirche im Westen erweitert und der Turm errichtet. In den Jahren 1765 bis 1766 wurde das Innere umgestaltet. Die Taufe im Inneren stammt aus dem 13. Jahrhundert.; Aktualisierung vorgesehen - Begründung: geschichtlich, künstlerisch, städtebaulich, Kulturlandschaft prägend - Schutzumfang: Kirche St. Martin mit Ausstattung, Kirchhof, Grabmale bis 1870, Kirchhofspforten, Feldsteinmauer, Lindenreihen                                                            | weitere Fotos \| Fotos hochladen |
| 33352          | Gintoftholm 3 (54° 47′ 0″ N, 9° 45′ 36″ O)              | Dreiseithof Gintoftholm 3         | Dreiseithof Gintoftholm; 2. Hälfte 19. Jh.; Bauherr: Heinrich Doose; als Dreiseithof gruppierte Ziegelbauten überwiegend mit Reetdächern, im Scheitel das ca. 1870 errichtete Wohnhaus mit dahinterliegendem etwa zeitgleich errichtetem ehem. Schweinestall, platzbildend zwei seitliche Wirtschaftsgebäude: die nördliche Scheune (ehem. Kuhstall) vermutlich älter, die südliche Scheune mit Abnahmeteil augenscheinlich aus der Zeit um 1900 - Begründung: geschichtlich, Kulturlandschaft prägend - Schutzumfang: Wohnhaus, ehem. Schweinestall (heute Wohnhaus), nördliche Scheune (ehem. Kuhstall), südliche Scheune mit Abnahme | BW                               |
| 40984          | Groß-Quern 29, Groß-Quern (54° 45′ 14″ N, 9° 43′ 17″ O) | Kirche St. Nicolai                | Die Kirche wurde um 1200 erbaut, im zweiten Viertel des 13. Jahrhunderts wurde die Kirche verlängert. Der Turm wurde in der Spätgotik errichtet. Die Kirche wurde mit zusammen mit ihrer Ausstattung sowie den folgenden umliegenden Bestandteilen unter Denkmalschutz gestellt.; Aktualisierung vorgesehen - Begründung: geschichtlich, künstlerisch, städtebaulich, Kulturlandschaft prägend - Schutzumfang: Kirche St. Nicolai mit Ausstattung, Kirchenvorplatz mit Lindenallee, Kirchhof, Grabmale bis 1870, Kirchhofspforten, Feldsteinmauer, Lindenreihe am Kirchhof (Groß-Quern); Küsterhaus (Groß-Quern 29)                     | weitere Fotos \| Fotos hochladen |
| 43073          | Kalleby 13 (54° 46′ 47″ N, 9° 43′ 42″ O)                | Hofanlage Kalleby 13              | Hofanlage Kalleby 13; um 1900; Anlage aus Wohnhaus mit Hausbäumen und mehrteiligem Wirtschaftsgebäude, Wohnhaus eingeschossiger traufständiger Backsteinbau mit Halbwalmdach, übergiebeltem Mittelrisalit und reicher Fassadengliederung, rückwärtig anschließendes mehrgliedriges Wirtschaftsgebäude mit zwei Geschossen und aufwändiger Lisenen- und Bogengliederung. Vor dem Wohnhaus Vorgarten mit Baumreihe aus sieben Linden - Begründung: geschichtlich, Kulturlandschaft prägend - Schutzumfang: Wohnhaus mit sieben Hausbäumen, Wirtschaftsgebäude                                                                             | BW                               |
| 40985 Wikidata | Neukirchen (54° 48′ 11″ N, 9° 44′ 43″ O)                | Kirche Neukirchen-Steinbergkirche | Die evangelische Kirche wurde 1622 erbaut. Es ist eine romanische Kirche mit einem flachen Dach und einem Turm. Im Inneren befindet sich ein Flügelaltar aus dem Jahr 1623, die Kanzel stammt aus dem Jahr 1620.; Aktualisierung vorgesehen - Begründung: geschichtlich, künstlerisch, städtebaulich, Kulturlandschaft prägend - Schutzumfang: Kirche mit Ausstattung, Kirchhof, Kirchhofstor, Feldsteinwall/- böschungsmauer, Lindenreihen | weitere Fotos \| Fotos hochladen |
| 43054 Wikidata | Philipsthal (54° 47′ 25″ N, 9° 45′ 3″ O)                | Hof Philipsthal                   | Hof Phlipsthal; gegr. 1712, Gebäudebestand Mitte 19. Jh.; ehem. Glücksburgischer Meierhof, als Dreiseithof gruppierte Ziegelbauten, rechteckiger Hofraum, im Scheitel das 1856 im neogotischen Stil errichtete Wohnhaus, seitlich das Abnahme- oder Verwalterhaus, platzbildend ein weiteres Wohngebäude mit Wirtschaftsteil sowie zur Straße zwei große Gelbsteinscheunen des späteren 19. Jahrhunderts - Begründung: geschichtlich, Kulturlandschaft prägend - Schutzumfang: Gutshaus, Hofraum, Abnahme / Verwalterhaus, westliche Scheune, östliche Scheune, Wohn- und Wirtschaftsgebäude                                            | weitere Fotos \| Fotos hochladen |

## Bauliche Anlagen
| Objekt-ID     | Lage                                           | Offizielle Bezeichnung                              | Beschreibung | Bild                             |
| ------------- | ---------------------------------------------- | --------------------------------------------------- | --- | -------------------------------- |
| 5137          | Gintofter Straße (54° 45′ 17″ N, 9° 45′ 34″ O) | Kirche St. Martin mit Ausstattung                   | Alteintragung (Aktualisierung vorgesehen) - Begründung: geschichtlich, künstlerisch, städtebaulich - Schutzumfang: gesamtes Objekt - Denkmaltyp: Bauliche Anlage, Sachgesamtheit: Kirche St. Martin | weitere Fotos \| Fotos hochladen |
| 43006         | Gintoftholm 3 (54° 47′ 0″ N, 9° 45′ 37″ O)     | Wohnhaus                                            | Wohnhaus; um 1870; Bauherr: Heinrich Doose; eingeschossiger traufständiger Backsteinbau auf Granitquadersockel mit reetgedecktem Halbalmdach und Knüppelfirst, mittig firsthoch übergiebelter Frontispiz wohl aus den 1920er/30er Jahren, mit Eckpilastern, geschweiftem Ortganggesims und ovalem Giebelfenster, darunter Mitteleingang mit Freitreppe - Begründung: geschichtlich, Kulturlandschaft prägend - Schutzumfang: gesamtes Äußeres - Denkmaltyp: Bauliche Anlage, Sachgesamtheit: Dreiseithof Gintoftholm 3    | BW                               |
| 9129          | Groß-Quern 29 (54° 45′ 16″ N, 9° 43′ 9″ O)     | Küsterhaus                                          | Alteintragung (Aktualisierung vorgesehen) - Begründung: geschichtlich, städtebaulich - Schutzumfang: Alteintragung (Aktualisierung vorgesehen) - Denkmaltyp: Bauliche Anlage, Sachgesamtheit: Kirche St. Nicolai | BW                               |
| 3054          | Groß-Quern 37 (54° 45′ 13″ N, 9° 43′ 11″ O)    | ehem. Angler Apotheke                               | Alteintragung (Aktualisierung vorgesehen) - Begründung: Alteintragung (Aktualisierung vorgesehen) - Schutzumfang: Alteintragung (Aktualisierung vorgesehen) - Denkmaltyp: Bauliche Anlage | Fotos hochladen                  |
| 3055          | Groß-Quern (54° 45′ 13″ N, 9° 43′ 13″ O)       | Kirchenvorplatz                                     | Alteintragung (Aktualisierung vorgesehen) - Begründung: geschichtlich, städtebaulich, Kulturlandschaft prägend - Schutzumfang: Kirchenvorplatz, Lindenallee am Kirchenvorplatz - Denkmaltyp: Bauliche Anlage, Sachgesamtheit: Kirche St. Nicolai | BW                               |
| 4066          | Groß-Quern (54° 45′ 14″ N, 9° 43′ 16″ O)       | Kirche St. Nicolai mit Ausstattung                  | Alteintragung (Aktualisierung vorgesehen) - Begründung: geschichtlich, künstlerisch, städtebaulich - Schutzumfang: gesamtes Objekt - Denkmaltyp: Bauliche Anlage, Sachgesamtheit: Kirche St. Nicolai | weitere Fotos \| Fotos hochladen |
| 9137          | Hattlund 20 (54° 45′ 53″ N, 9° 43′ 47″ O)      | Wohnhaus                                            | Alteintragung (Aktualisierung vorgesehen) - Begründung: geschichtlich, künstlerisch, städtebaulich, Kulturlandschaft prägend - Schutzumfang: gesamtes Objekt - Denkmaltyp: Bauliche Anlage | BW                               |
| 33372         | Kalleby 13 (54° 46′ 46″ N, 9° 43′ 42″ O)       |                                                     | Wohnhaus; um 1900; eingeschossiger traufständiger Backsteinbau mit schiefergedecktem Halbwalmdach und firsthoch übergiebeltem Mittelrisalit mit Freigespärre, Fassadengliederung mit reich detaillierten Gesimsen, Ecklisenen und umlaufendem FenstersturzBand, Mitteleingang mit zweiflügeliger verglaster Holztür mit Oberlicht in plastischer Ausbildung - Begründung: geschichtlich, Kulturlandschaft prägend - Schutzumfang: Wohnhaus, Hausbäume - Denkmaltyp: Bauliche Anlage, Sachgesamtheit: Hofanlage Kalleby 13 | BW                               |
| 9069 Wikidata | Kalleby 43 (54° 47′ 0″ N, 9° 43′ 36″ O)        | Wohnhaus                                            | Alteintragung (Aktualisierung vorgesehen) - Begründung: Alteintragung (Aktualisierung vorgesehen) - Schutzumfang: Alteintragung (Aktualisierung vorgesehen) - Denkmaltyp: Bauliche Anlage | BW                               |
| 3297          | Kleinquern 1 (54° 45′ 41″ N, 9° 42′ 33″ O)     | "Lindenhof": Wohnhaus                               | Alteintragung (Aktualisierung vorgesehen) - Begründung: Alteintragung (Aktualisierung vorgesehen) - Schutzumfang: Alteintragung (Aktualisierung vorgesehen) - Denkmaltyp: Bauliche Anlage | BW                               |
| 9718          | Kleinquern 1 (54° 45′ 41″ N, 9° 42′ 34″ O)     | "Lindenhof": Wirtschaftsgebäude I                   | Alteintragung (Aktualisierung vorgesehen) - Begründung: Alteintragung (Aktualisierung vorgesehen) - Schutzumfang: Alteintragung (Aktualisierung vorgesehen) - Denkmaltyp: Bauliche Anlage | BW                               |
| 9719          | Kleinquern 1 (54° 45′ 41″ N, 9° 42′ 32″ O)     | "Lindenhof": Wirtschaftsgebäude II                  | Alteintragung (Aktualisierung vorgesehen) - Begründung: Alteintragung (Aktualisierung vorgesehen) - Schutzumfang: Alteintragung (Aktualisierung vorgesehen) - Denkmaltyp: Bauliche Anlage | BW                               |
| 9720          | Kleinquern 1 (54° 45′ 41″ N, 9° 42′ 33″ O)     | "Lindenhof": gepflasterter Hofplatz                 | Alteintragung (Aktualisierung vorgesehen) - Begründung: Alteintragung (Aktualisierung vorgesehen) - Schutzumfang: Alteintragung (Aktualisierung vorgesehen) - Denkmaltyp: Bauliche Anlage | BW                               |
| 4108          | Neukirchen (54° 48′ 11″ N, 9° 44′ 43″ O)       | Kirche mit Ausstattung                              | Alteintragung (Aktualisierung vorgesehen) - Begründung: geschichtlich, künstlerisch, städtebaulich - Schutzumfang: gesamtes Objekt - Denkmaltyp: Bauliche Anlage, Sachgesamtheit: Kirche Neukirchen-Steinbergkirche | Fotos hochladen                  |
| 4643          | Nordstraße 2 (54° 45′ 16″ N, 9° 45′ 36″ O)     | Alter Bahnhof                                       | Alteintragung (Aktualisierung vorgesehen) - Begründung: Alteintragung (Aktualisierung vorgesehen) - Schutzumfang: Alteintragung (Aktualisierung vorgesehen) - Denkmaltyp: Bauliche Anlage | BW                               |
| 2418 Wikidata | Nübelfeld 63 (54° 46′ 20″ N, 9° 43′ 41″ O)     | Windmühle "Hoffnung"                                | Alteintragung (Aktualisierung vorgesehen) - Begründung: Alteintragung (Aktualisierung vorgesehen) - Schutzumfang: Alteintragung (Aktualisierung vorgesehen) - Denkmaltyp: Bauliche Anlage | weitere Fotos \| Fotos hochladen |
| 9131          | Philipsthal (54° 47′ 26″ N, 9° 45′ 3″ O)       | Hof Philipsthal: Gutshaus                           | Alteintragung (Aktualisierung vorgesehen) - Begründung: geschichtlich, wissenschaftlich, Kulturlandschaft prägend - Schutzumfang: Alteintragung (Aktualisierung vorgesehen) - Denkmaltyp: Bauliche Anlage | BW                               |
| 9374          | Philipsthal (54° 47′ 24″ N, 9° 45′ 3″ O)       | Hof Philipsthal: Hofraum                            | Alteintragung (Aktualisierung vorgesehen) - Begründung: geschichtlich, wissenschaftlich, Kulturlandschaft prägend - Schutzumfang: gesamtes Objekt - Denkmaltyp: Bauliche Anlage, Sachgesamtheit: Hof Philipsthal | BW                               |
| 7597          | Scheersberg 1 (54° 45′ 47″ N, 9° 43′ 29″ O)    | Jugendhof: Turn- und Versammlungshalle              | Alteintragung (Aktualisierung vorgesehen) - Begründung: Alteintragung (Aktualisierung vorgesehen) - Schutzumfang: Alteintragung (Aktualisierung vorgesehen) - Denkmaltyp: Bauliche Anlage | Fotos hochladen                  |
| 7598 Wikidata | Scheersberg (54° 45′ 44″ N, 9° 43′ 27″ O)      | Jugendhof: Bismarckturm                             | Alteintragung (Aktualisierung vorgesehen) - Begründung: Alteintragung (Aktualisierung vorgesehen) - Schutzumfang: Alteintragung (Aktualisierung vorgesehen) - Denkmaltyp: Bauliche Anlage | weitere Fotos \| Fotos hochladen |
| 28438         | Scheersberg (54° 45′ 44″ N, 9° 43′ 26″ O)      | Jugendhof: Granitblock 1757                         | Alteintragung (Aktualisierung vorgesehen) - Begründung: Alteintragung (Aktualisierung vorgesehen) - Schutzumfang: Alteintragung (Aktualisierung vorgesehen) - Denkmaltyp: Bauliche Anlage | BW                               |
| 3896          | Westerholm 2 (54° 44′ 33″ N, 9° 44′ 54″ O)     | Dreiseithof Hansen: Wohnhaus                        | Alteintragung (Aktualisierung vorgesehen) - Begründung: Alteintragung (Aktualisierung vorgesehen) - Schutzumfang: Alteintragung (Aktualisierung vorgesehen) - Denkmaltyp: Bauliche Anlage | weitere Fotos \| Fotos hochladen |
| 9721          | Westerholm 2 (54° 44′ 34″ N, 9° 44′ 53″ O)     | Dreiseithof Hansen: Wirtschaftsgebäude I            | Alteintragung (Aktualisierung vorgesehen) - Begründung: Alteintragung (Aktualisierung vorgesehen) - Schutzumfang: Alteintragung (Aktualisierung vorgesehen) - Denkmaltyp: Bauliche Anlage | BW                               |
| 9722          | Westerholm 2 (54° 44′ 34″ N, 9° 44′ 55″ O)     | Dreiseithof Hansen: Wirtschaftsgebäude II           | Alteintragung (Aktualisierung vorgesehen) - Begründung: Alteintragung (Aktualisierung vorgesehen) - Schutzumfang: Alteintragung (Aktualisierung vorgesehen) - Denkmaltyp: Bauliche Anlage | BW                               |
| 2621          | Westerholm 6 (54° 44′ 29″ N, 9° 44′ 45″ O)     | Wohnhaus Schmidt                                    | Alteintragung (Aktualisierung vorgesehen) - Begründung: Alteintragung (Aktualisierung vorgesehen) - Schutzumfang: Alteintragung (Aktualisierung vorgesehen) - Denkmaltyp: Bauliche Anlage | BW                               |
| 10199         | Westerholm 6 (54° 44′ 28″ N, 9° 44′ 43″ O)     | Altenteilerhaus                                     | Alteintragung (Aktualisierung vorgesehen) - Begründung: Alteintragung (Aktualisierung vorgesehen) - Schutzumfang: Alteintragung (Aktualisierung vorgesehen) - Denkmaltyp: Bauliche Anlage | BW                               |
| 3897          | Westerholm 14 (54° 44′ 29″ N, 9° 44′ 33″ O)    | Dreiseithof Möllgaard: Wohnhaus                     | Alteintragung (Aktualisierung vorgesehen) - Begründung: Alteintragung (Aktualisierung vorgesehen) - Schutzumfang: Alteintragung (Aktualisierung vorgesehen) - Denkmaltyp: Bauliche Anlage | weitere Fotos \| Fotos hochladen |
| 9723          | Westerholm 14 (54° 44′ 30″ N, 9° 44′ 34″ O)    | Dreiseithof Möllgaard: Stallscheune von 1859        | Alteintragung (Aktualisierung vorgesehen) - Begründung: Alteintragung (Aktualisierung vorgesehen) - Schutzumfang: Alteintragung (Aktualisierung vorgesehen) - Denkmaltyp: Bauliche Anlage | weitere Fotos \| Fotos hochladen |
| 9724          | Westerholm 14 (54° 44′ 30″ N, 9° 44′ 32″ O)    | Dreiseithof Möllgaard: Scheune mit Abnahme von 1896 | Alteintragung (Aktualisierung vorgesehen) - Begründung: Alteintragung (Aktualisierung vorgesehen) - Schutzumfang: Alteintragung (Aktualisierung vorgesehen) - Denkmaltyp: Bauliche Anlage | weitere Fotos \| Fotos hochladen |
| 3898          | Westerholm 19 (54° 44′ 36″ N, 9° 44′ 21″ O)    | Wohnhaus Jensen                                     | Alteintragung (Aktualisierung vorgesehen) - Begründung: Alteintragung (Aktualisierung vorgesehen) - Schutzumfang: Alteintragung (Aktualisierung vorgesehen) - Denkmaltyp: Bauliche Anlage | weitere Fotos \| Fotos hochladen |
| 33426         | Westerholm (54° 44′ 30″ N, 9° 44′ 36″ O)       | Wasserturm                                          | Wasserturm; 1912, N. Clausen; schlichter zylinderförmiger Backsteinbau mit verputztem Sockel, kegelförmigem Zeltdach mit bekrönender Kugel und breitem Traufgesims mit Konsolfries - Begründung: geschichtlich, städtebaulich, technisch, Kulturlandschaft prägend - Schutzumfang: gesamtes Objekt - Denkmaltyp: Bauliche Anlage | BW                               |

## Gründenkmale
| Objekt-ID | Lage                                           | Offizielle Bezeichnung | Beschreibung | Bild            |
| --------- | ---------------------------------------------- | ---------------------- | --- | --------------- |
| 23135     | Gintofter Straße (54° 45′ 18″ N, 9° 45′ 36″ O) | Kirchhof               | Alteintragung (Aktualisierung vorgesehen) - Begründung: geschichtlich, Kulturlandschaft prägend - Schutzumfang: Kirchhof, Grabmale bis 1870, Kirchhofspforten, Feldsteinmauer, Lindenreihen - Denkmaltyp: Gründenkmal, Sachgesamtheit: Kirche St. Martin             | BW              |
| 23184     | Groß-Quern (54° 45′ 13″ N, 9° 43′ 17″ O)       | Kirchhof               | Alteintragung (Aktualisierung vorgesehen) - Begründung: geschichtlich, Kulturlandschaft prägend - Schutzumfang: Kirchhof, Grabmale bis 1870, Kirchhofspforten, Feldsteinmauer, Lindenreihe am Kirchhof - Denkmaltyp: Gründenkmal, Sachgesamtheit: Kirche St. Nicolai | BW              |
| 33356     | Groß-Quern (54° 45′ 0″ N, 9° 43′ 7″ O)         | Doppeleiche            | Doppeleiche; 1898; zum 50-jährigen Jubiläum der Schleswig-Holsteinischen Erhebung gepflanzt; mit Gedenkstein - Begründung: geschichtlich, wissenschaftlich, städtebaulich - Schutzumfang: Doppeleiche, Gedenkstein - Denkmaltyp: Gründenkmal                         | Fotos hochladen |
| 23140     | Neukirchen (54° 48′ 11″ N, 9° 44′ 45″ O)       | Kirchhof               | Alteintragung (Aktualisierung vorgesehen) - Begründung: geschichtlich, Kulturlandschaft prägend - Schutzumfang: Kirchhof, Kirchhofstor, Feldsteinwall/-böschungsmauer, Lindenreihen - Denkmaltyp: Gründenkmal, Sachgesamtheit: Kirche Neukirchen-Steinbergkirche     | BW              |

## Quelle
- Liste der Kulturdenkmale in Schleswig-Holstein – Kreis Schleswig-Flensburg